# Châtelblanc
Châtelblanc är en kommun i departementet Doubs i regionen Bourgogne-Franche-Comté i östra Frankrike. Kommunen ligger i kantonen Mouthe som tillhör arrondissementet Pontarlier. År 2022 hade Châtelblanc 110 invånare.

## Befolkningsutveckling
Antalet invånare i kommunen Châtelblanc
Referens:INSEE